# フレデリック・サッピ
フレデリック・サッピ（Frederick Suppe, 1940年2月22日, カリフォルニア州ロサンゼルス - ）は、メリーランド大学哲学科名誉教授。科学哲学における「理論の意味論的見解」についての業績で知られる。

## 略歴
ミシガン大学から博士号を取得しており、科学哲学、認識論、形而上学、神学の哲学、ジェンダーの哲学を研究テーマとしている。
2000年、テキサス工科大学に移り、哲学科長に就任した。2002年、同大学の古典・近代言語・文学科に異動し、2002年から2010年にかけて同学科長を務めた。現在は古典学の教授でありテキサス工科大学スペイン・セビリア校のセンターの立ち上げに携わり、今もそのセンターに在籍している。

## 著作
理論の意味論的見解についての代表作として、下記の著作がある。
- Suppe, Frederick, ed. (1977), The Structure of Scientific Theories[1].
- Suppe, Frederick ,(1989), The Semantic Conception of Theories and Scientific Realism[2].